# Claude Quillet
Claude Quillet (* 1602 in Chinon; † September 1661 in Paris) war ein französischer Arzt und Schriftsteller. Er war Befürworter der Kallipädie.

## Leben und Werk
Claude Quillet (auch: Calvidius Letus) war in Rom und Paris Leibarzt von François-Annibal d’Estrées, Botschafter und Marschall. Seine Freunde waren Guillaume Bautru de Serrant, Gédéon Tallemant des Réaux und Henri Louis Habert de Montmor. Als Gassendist äußerte er sich kritisch zur Hexenverfolgung von Lousun und musste eine Zeit außer Landes gehen. Berühmt wurde er für seine lateinisch unter dem Titel Callipaedia verfasste „Kunst schöne Kinder zu bekommen“, die ins Englische und Französische übersetzt wurde und die eine freie Verbindung von Mann und Frau befürwortete.  Moderne Ausgaben fehlen.

## Werke

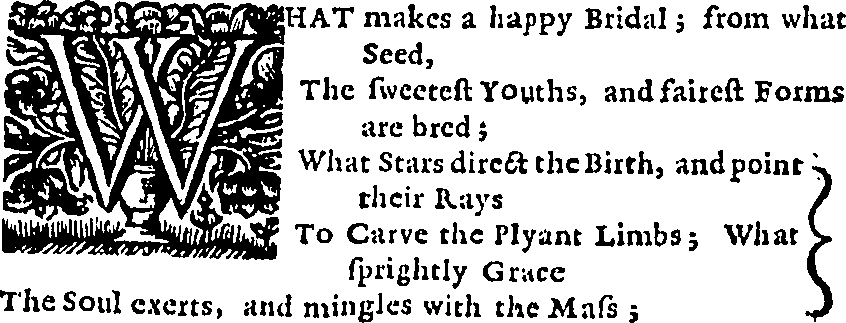
Callipaedia (englisch, 1719), Ausschnitt

- Calvidii Leti Callipaedia, seu de Pulchrae prolis habendae ratione poema didacticon. T. Jolly, Lyon 1655. 1656.
  - (englisch) Callipædia or, the art of getting beautiful children. A poem, in four books. London 1710. (übersetzt von Nicholas Rowe)
  - (französisch) La Callipédie, traduite du poème latin de Claude Quillet. Durand, Pissot, Paris 1749.
  - (französisch) La Callipédie, ou l’Art d’avoir de beaux enfans. Traduction nouvelle du poème latin de Claude Quillet, par J.-M. Caillau. 1799.
  - (französisch) Essai d’une traduction en vers français de la Callipédie et du Rossignol, poèmes latins, accompagné des textes et de poésies diverses par M. Camus-Davas. Devilleneuve, Paris 1832.